# Кулаковка (Розсошанський район)
Кулаковка (рос. Кулаковка) — село Розсошанського району Воронізької області. Входить до складу Старокалитвянського сільського поселення.
Населення становить 163 особи за переписом 2010 року (209 осіб 2005 року, (219 осіб 2000 року).

## Географія
Село розташоване у східній частині району на правому березі річки Дон.

## Історія
За даними 1859 року на казенному хуторі Кулаковка (Кулаков) Острогозького повіту Воронізької губернії мешкало 628 осіб (310 чоловічої статі та 318 — жіночої), налічувалось 102 дворових господарства, існував православний молитовний будинок.
Станом на 1886 рік у колишній державній слободі, центрі Старо-Калитв'янської волості, мешкало 1051 особа, налічувалось 139 дворових господарств, існували православна церква, лавка, 18 вітряних млинів.
За переписом 1897 року кількість мешканців зросла до 1032 осіб (511 чоловічої статі та 521 — жіночої), з яких всі — православної віри.

## Населення
| 2010 |
| ---- |
| 163  |